# Asu purvs
Asu purvs este o arie protejată (arie specială de conservare — SAC, sit de importanță comunitară — SCI, arie de protecție specială avifaunistică — SPA) din Letonia întinsă pe o suprafață de 75,9 ha, integral pe uscat.

## Localizare
Centrul sitului Asu purvs este situat la coordonatele 57°30′41″N 26°44′27″E / 57.5113°N 26.7409°E.

## Înființare
Situl Asu purvs a fost declarat arie de protecție specială avifaunistică în decembrie 2003 pentru a proteja 1 specie de plante. Alte tipuri de protecție:
- sit de importanță comunitară (în mai 2004)
- arie specială de conservare (în mai 2004)[1][3][4]

## Biodiversitate
Situată în ecoregiunea boreală, aria protejată conține 5 habitate naturale: Lacuri și iazuri distrofice naturale, Fânețe de joasă altitudine (Alopecurus pratensis, Sanguisorba officinalis), Mlaștini turboase de tranziție și turbării mișcătoare, Taiga vestică, Mlaștini împădurite.
La baza desemnării sitului se află o specie protejată de  plante: moșișoare (Liparis loeselii)
Pe lângă speciile protejate, pe teritoriul sitului au mai fost identificate 4 specii de plante.